# كندي لبناني
الكنديون اللبنانيون هم مواطنين كنديين ذو جذور لبنانية. بحسب إحصاء 2006، هناك 165,150 كندي لبناني مما يجعلهم أكبر مجموعة سكانية ذات جذور تتحدث اللغة العربية. بدأت الهجرة اللبنانية إلى كندا عام 1882.

## موجات هجرة اللبنانيين إلى كندا
بسبب الأوضاع في لبنان وقوانين كندا في ذلك الزمن، فإن النسبة الكبرى من المهاجرين، 90%، اللبنانيين كانوا من المسيحيين. كان معظمهم مهاجروا الأقتصاد أي أنهم يبحثون عن حياة وعمل أفضل في العالم الجديد.
وبعد تحرير قوانين الهجرة عقب الحرب العالمية الثانية، تغير هذا النمط في الحقبة اللاحقة فقدم المسلمون والدروز بأعداد أكبر إلى كندا وحافظوا على اذدياد أعدادهم في الخمسينيات والستينيات من القرن العشرين.
أكبر فترات هجرة اللبنانيين كانت خلال فترة الحرب الأهلية اللبنانية التي بدأت عام 1975 حيث هاجر اللبنانيون الأثرياء والمتعلمون. وكانت كندا الدولة الغربية الوحيدة، بالإضافة لأستراليا، التي وضعت تسهيلاتلإنتقال اللبنانيين إلى أراضيها كما فتحي مكتب خاصا في قبرص لتسهيل الإجرآت.

## توزيعهم
كان معظم اللبنانيون يتكلمون الإنكليزية وبالتالي، كانوا، بخلاف بقية المهاجرون، الذين فضلوا الهجرة إلى مونتريال الفرنكوفونية في مقابل المناطق المتحدثة بالإنكليزية مثل تورونتو و فانكوفر. أكثر من نصف الكنديون اللبنانيون يعيشون في مونتريال ومعظم منظماتهم دور عبادتهم فيها.
أما في ما يتعلق بنسبتهم مقابل عدد السكان الإجمالي للمدينة، يعد تواجدهم في اتاوا العاصمة الأكبر إذ يصل نسبتهم إلى 2% من إجمالي عدد سكان العاصمة. أم نسبتهم مقابل العدد الإجمالي في مونتريال وهاليفاكس فتصل إلى 1% في كل منهم. والنسبة هي 1% في مدينتي غالغاري وإدمنتون مجتمعتين. أما في تورونتو، فتصل نسبتهم إلى نصف بالمئة. وهناك جالية كندية لبنانية محترمة في فانكوفر وويندسور ولندن وتشارلتون ولاك لابيش.

## كنديي الفرصة
في عام 2006، كتبت الصحف أن 15,000 كندي لبناني كانو متواجدين في لبنان بينما أكثر من نصفهم كانوا يعيشون في لبنان بشكل دائم وكانوا يستغلون الخدمات الكندية بشكل احتيالي فيما سميوا كنديو الفرصة.